# Włosanka (dopływ Wisły)
Włosanka (Włosianka) – struga w powiecie oświęcimskim, prawobrzeżny dopływ Wisły. Przepływa przez Przeciszów i Las (gmina Przeciszów).
Długość cieku wynosi 6,94 km, powierzchnia zlewni – 9,0 km². Odpływa do zbiornika wyrównawczego poprzez pompownię w Przeciszowie – Podlesiu. W 1990 r. potok uregulowano na odcinku 4,77 km. Włosianka odwadnia obszary upraw rolnych w północnej części gminy Przeciszów – w sołectwie Las. Włosianka przepływa przez obszar rezerwatu przyrody "Przeciszów", a następnie w pobliżu zespołu stawów rybnych Przyrąb i uchodzi w rejonie Koła Lipowieckiego.